# Prodidomidae
Famille
Les Prodidomidae sont une famille d'araignées aranéomorphes.

## Distribution

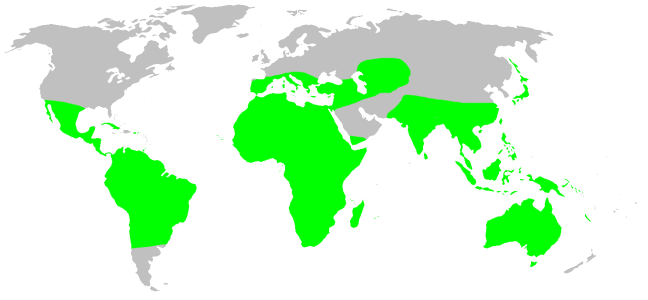
Distribution

Les espèces de cette famille se rencontrent en Amérique, en Afrique, en Asie, en Europe du Sud et en Océanie.

## Paléontologie
Cette famille est connue depuis l'Holocène.

## Liste des genres
Selon World Spider Catalog (version 25.5, 16/08/2024) :
- Austrodomus Lawrence, 1947
- Brasilomma Brescovit, Ferreira & Rheims, 2012
- Caudalia Alayón, 1980
- Chileomma Platnick, Shadab & Sorkin, 2005
- Chileuma Platnick, Shadab & Sorkin, 2005
- Chilongius Platnick, Shadab & Sorkin, 2005
- Eleleis Simon, 1893
- Indiani Rodrigues, Cizauskas & Lemos, 2020
- Lygromma Simon, 1893
- Lygrommatoides Strand, 1918
- Moreno Mello-Leitão, 1940
- Namundra Platnick & Bird, 2007
- Neozimiris Simon, 1903
- Nopyllus Ott, 2014
- Paleotoca Cizauskas, Zampaulo & Brescovit, 2024
- Paracymbiomma Rodrigues, Cizauskas & Rheims, 2018
- Plutonodomus Cooke, 1964
- Prodidomus Hentz, 1847
- Purcelliana Cooke, 1964
- Theuma Simon, 1893
- Tivodrassus Chamberlin & Ivie, 1936
- Tricongius Simon, 1893
- Zimirina Dalmas, 1919
- Zimiris Simon, 1882

## Systématique et taxinomie
Cette famille a été décrite par Simon en 1884. Platnick en 1990 la considère comme valide. Elle est dégradée comme sous-famille des Gnaphosidae par Azevedo, Griswold et Santos en 2018. Elle est élevée au rang de famille par Azevedo, Bougie, Carboni, Hedin et Ramírez en 2022.
Cette famille rassemble 194 espèces dans 24 genres.

## Publication originale
- Simon, 1884 : « Note synonymique sur les genres Prodidomus Hentz et Miltia E. S. » Annales de la Société Entomologique de Belgique, vol. 28, p. 302 (texte intégral).